# Новомихайловка (Покровский район)
Новомиха́йловка (укр. Новомихайлівка) — село на Украине, находится в Покровском районе Донецкой области. С 21 апреля 2024 года захвачено Россией
Код КОАТУУ — 1423385201. Население по переписи 2001 года составляет 1439 человек. Телефонный код — 6278.

## Адрес местного совета
85654, Донецкая область, Марьинский р-н, с. Новомихайловка, ул. Ленина, 24[обновить данные]

## История
Во время вторжения России в Украину за Новомихайловку начались бои. В конце апреля 2024 года село было оккупировано российскими войсками. В ходе боевых действий село было полностью уничтожено, а население упало до 0 человек.